# Leichtathletik-Europameisterschaften 2010/400 m Hürden der Männer

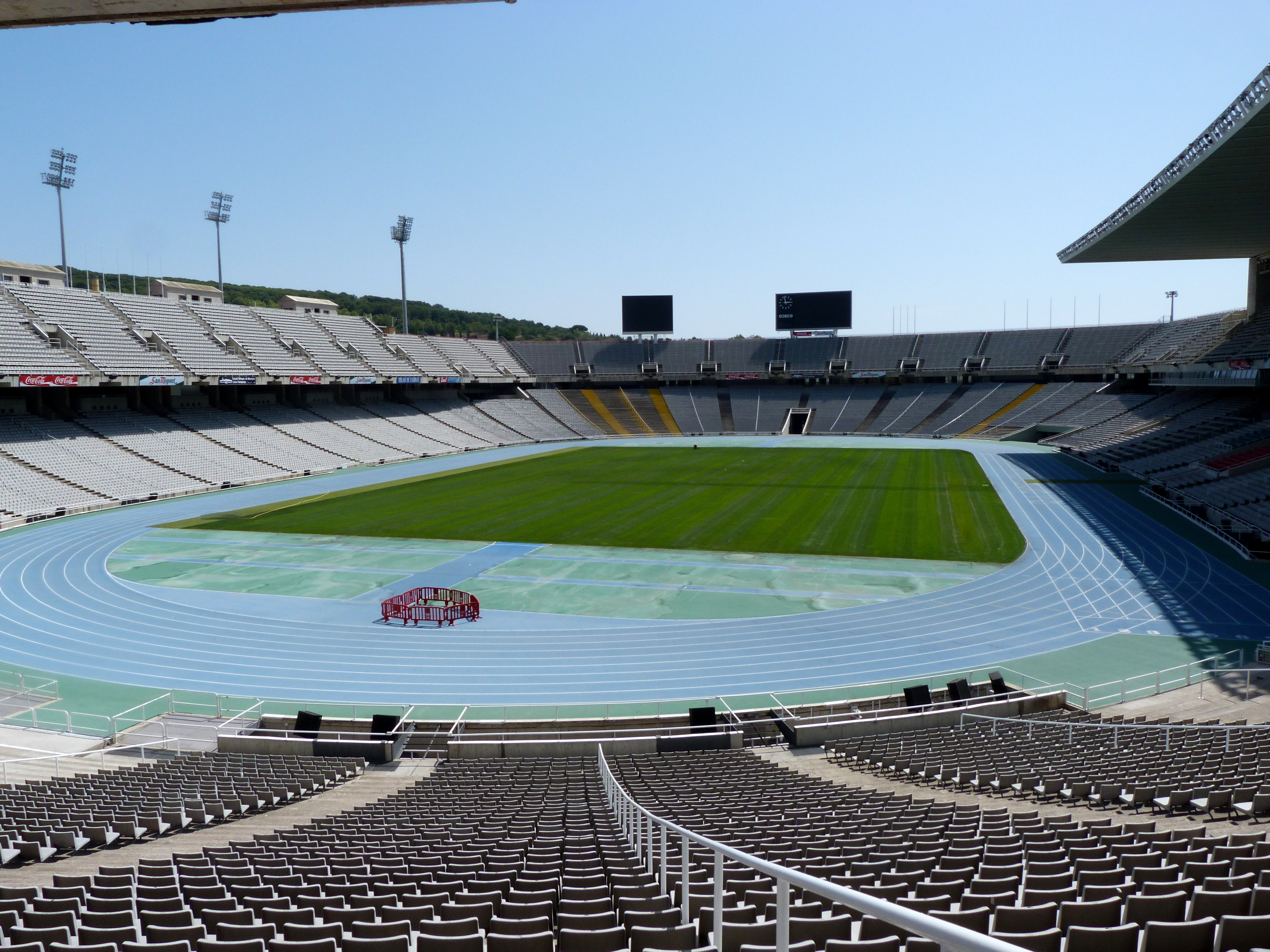
Das Olympiastadion Estadi Olímpic Lluís Companys
Barcelona im Jahr 2012

Der 400-Meter-Hürdenlauf der Männer bei den Leichtathletik-Europameisterschaften 2010 wurde vom 28. bis 31. Juli 2010 im Olympiastadion Estadi Olímpic Lluís Companys der spanischen Stadt Barcelona ausgetragen.
In diesem Wettbewerb kamen die britischen Hürdenläufer zu einem Doppelsieg. Europameister wurde David Greene. Der EM-Dritte von 2006 Rhys Williams errang die Silbermedaille. Bronze ging an den Ukrainer Stanislaw Melnykow.

## Bestehende Rekorde
| Weltrekord           | 46,78 s | Kevin Young      | OS Barcelona, Spanien  | 6. August 1992    |
| Europarekord         | 47,37 s | Stéphane Diagana | Lausanne, Schweiz      | 5. Juli 1995      |
| Meisterschaftsrekord | 47,48 s | Harald Schmid    | EM Athen, Griechenland | 8. September 1982 |

Der schon seit 1982 bestehende EM-Rekord hatte auch nach diesen Europameisterschaften weiter Bestand. Die schnellste Zeit erzielte der britische Europameister David Greene im Finale mit 48,12 s, womit er 64 Hundertstelsekunden über dem Rekord blieb. Zum Europarekord fehlten ihm 75 Hundertstelsekunden, zum Weltrekord 1,34 s.

## Legende
| DSQ | disqualifiziert |

## Vorrunde
28. Juli 2010, 17:35 Uhr
Die Vorrunde wurde in vier Läufen durchgeführt. Die ersten drei Athleten pro Lauf – hellblau unterlegt – sowie die darüber hinaus vier zeitschnellsten Läufer – hellgrün unterlegt – qualifizierten sich für das Halbfinale.

### Vorlauf 1
28. Juli 2010, 12:50 Uhr
| Platz | Name                 | Nation         | Zeit (s) |
| ----- | -------------------- | -------------- | -------- |
| 1     | Alexander Derewjagin | Russland       | 50,14    |
| 2     | Fadil Bellaabouss    | Frankreich     | 50,32    |
| 3     | Nathan Woodward      | Großbritannien | 50,45    |
| 4     | Michal Uhlík         | Tschechien     | 50,47    |
| 5     | Ignacio Sarmiento    | Spanien        | 51,82    |
| 6     | Silvestras Guogis    | Litauen        | 53,38    |
| DSQ   | Sotírios Iakovákis   | Griechenland   |          |

### Vorlauf 2

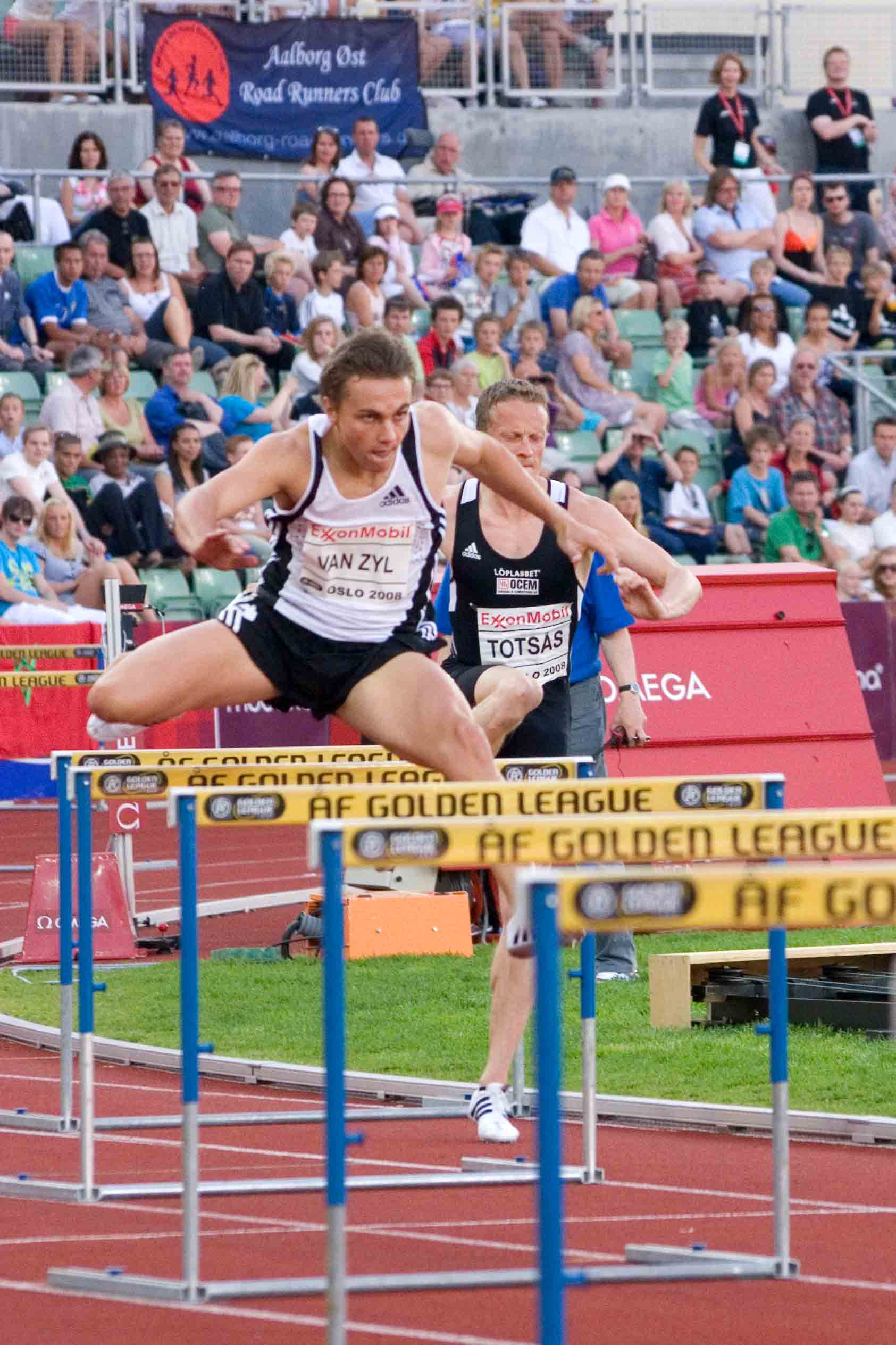
Andreas Totsås (rechts) – disqualifiziert im zweiten Vorlauf

28. Juli 2010, 12:58 Uhr
| Platz | Name               | Nation         | Zeit (s) |
| ----- | ------------------ | -------------- | -------- |
| 1     | Rhys Williams      | Großbritannien | 49,35    |
| 2     | Periklís Iakovákis | Griechenland   | 49,49    |
| 3     | Josef Prorok       | Polen          | 49,97    |
| 4     | Attila Nagy        | Rumänien       | 50,31    |
| 5     | Stef Vanhaeren     | Belgien        | 50,71    |
| 6     | Tuncay Örs         | Türkei         | 51,41    |
| DSQ   | Andreas Totsås     | Norwegen       |          |

### Vorlauf 3
28. Juli 2010, 13:06 Uhr
| Platz | Name                  | Nation       | Zeit (s) |
| ----- | --------------------- | ------------ | -------- |
| 1     | Stanislaw Melnykow    | Ukraine      | 50,32    |
| 2     | Héni Kechi            | Frankreich   | 50,50    |
| 3     | Nils Duerinck         | Belgien      | 50,89    |
| 4     | Spirídon Papadópoulos | Griechenland | 51,25    |
| 5     | Diego Cabello         | Spanien      | 51,48    |
| 6     | João Ferreira         | Portugal     | 52,27    |
| 7     | Aarne Nirk            | Estland      | 52,75    |
| 8     | Björgvin Vikingsson   | Island       | 54,46    |

### Vorlauf 4

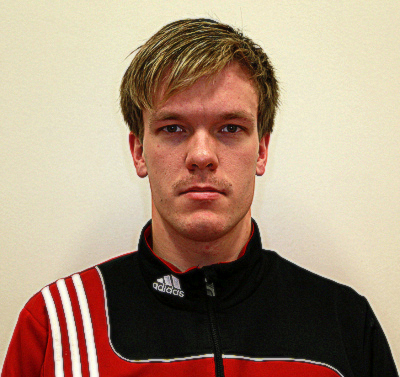
Platz sieben im vierten Vorlauf und damit das Aus für Jussi Heikkilä
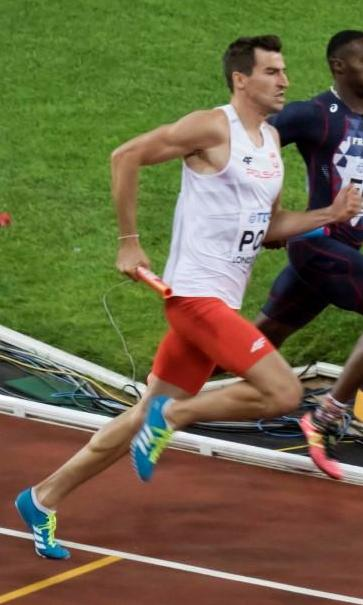
Rafał Omelko erreichte als Achter seines Vorlaufs nicht das Finale

28. Juli 2010, 13:14 Uhr
| Platz | Name               | Nation         | Zeit (s) |
| ----- | ------------------ | -------------- | -------- |
| 1     | David Greene       | Großbritannien | 50,11    |
| 2     | Michaël Bultheel   | Belgien        | 50,48    |
| 3     | Sébastien Maillard | Frankreich     | 50,73    |
| 4     | Giacomo Panizza    | Italien        | 51,11    |
| 5     | Fausto Santini     | Schweiz        | 51,43    |
| 6     | Jussi Heikkilä     | Finnland       | 52,46    |
| 7     | Rafał Omelko       | Polen          | 52,54    |

## Halbfinale
Aus den beiden Halbfinalläufen qualifizierten sich die jeweils ersten drei Athleten – hellblau unterlegt – sowie die darüber hinaus zwei zeitschnellsten Läufer – hellgrün unterlegt – für das Finale.

### Lauf 1

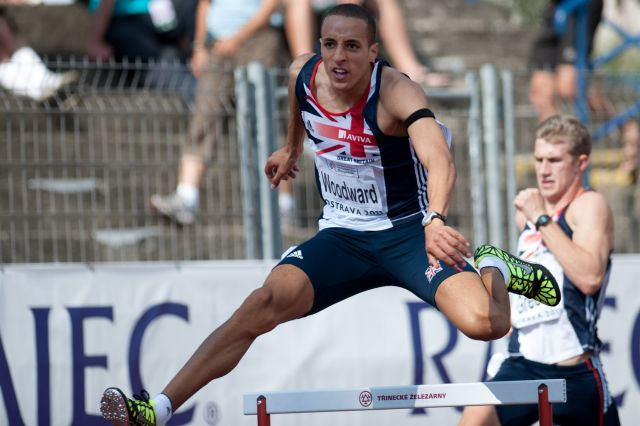
Nathan Woodward reichte sein vierter Platz im ersten Halbfinale nicht zum Finaleinzug
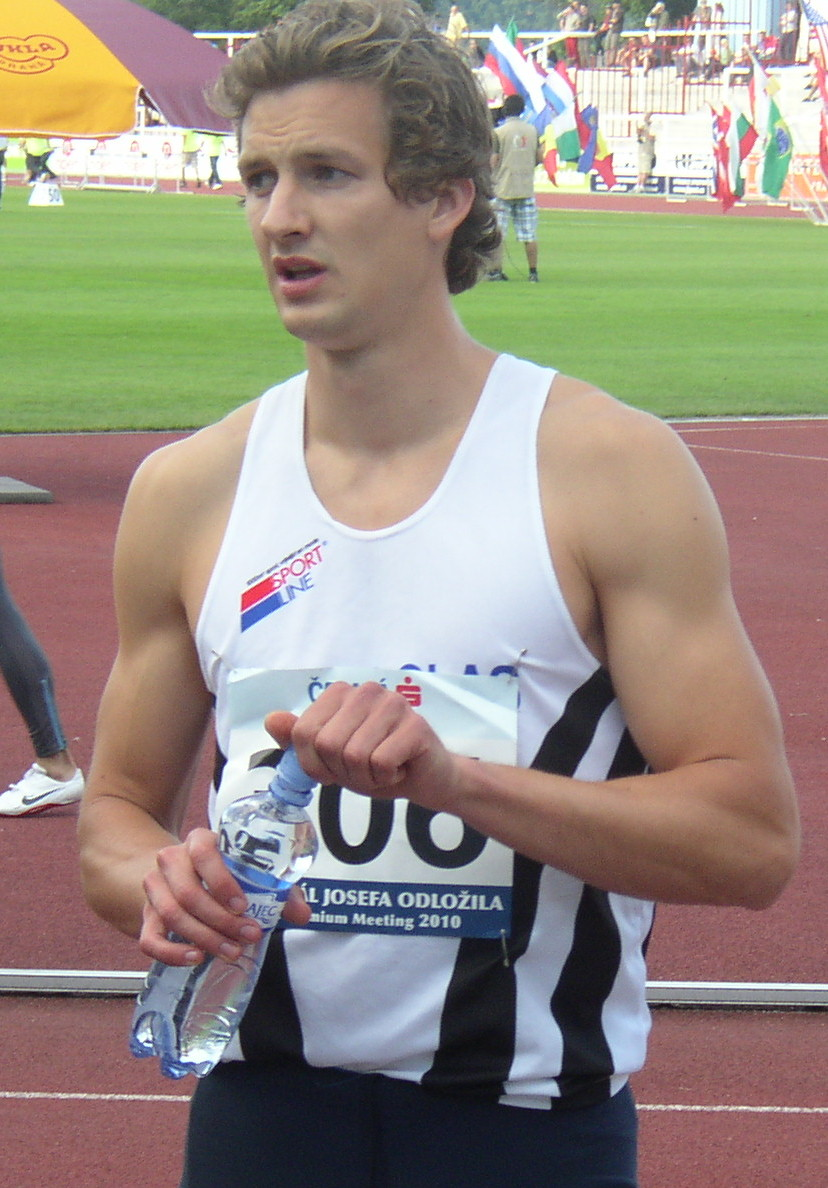
Michaël Bultheel schied als Fünfter seines Halbfinalrennens aus
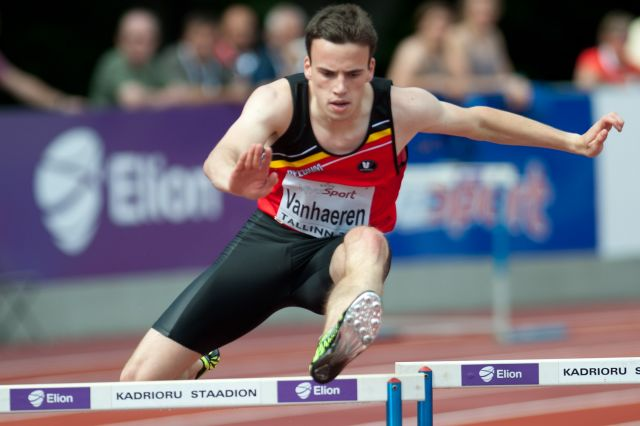
Für Stef Vanhaeren war das Halbfinale als Sechster seines Rennens Endstation

29. Juli 2010, 12:50 Uhr
| Platz | Name                 | Nation         | Zeit (s) |
| ----- | -------------------- | -------------- | -------- |
| 1     | David Greene         | Großbritannien | 49,48    |
| 2     | Alexander Derewjagin | Russland       | 49,85    |
| 3     | Fadil Bellaabouss    | Frankreich     | 50,09    |
| 4     | Nathan Woodward      | Großbritannien | 50,51    |
| 5     | Michaël Bultheel     | Belgien        | 50,60    |
| 6     | Stef Vanhaeren       | Belgien        | 50,86    |
| 7     | Michal Uhlík         | Tschechien     | 51,06    |
| 8     | Sébastien Maillard   | Frankreich     | 51,26    |

### Lauf 2

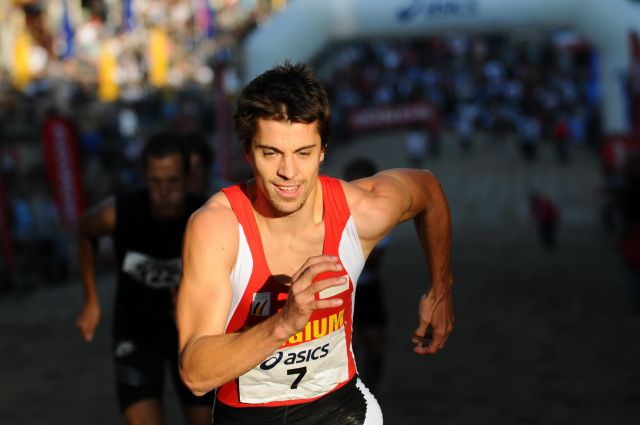
Nils Duerinck fehlten dreizehn Hundertstelsekunden zum Finaleinzug

29. Juli 2010, 12:58 Uhr
| Platz | Name               | Nation         | Zeit (s) |
| ----- | ------------------ | -------------- | -------- |
| 1     | Rhys Williams      | Großbritannien | 49,61    |
| 2     | Stanislaw Melnykow | Ukraine        | 49,76    |
| 3     | Héni Kechi         | Frankreich     | 50,05    |
| 4     | Josef Prorok       | Polen          | 50,13    |
| 5     | Periklís Iakovákis | Griechenland   | 50,33    |
| 6     | Nils Duerinck      | Belgien        | 50,46    |
| 7     | Giacomo Panizza    | Italien        | 51,46    |
| 8     | Attila Nagy        | Rumänien       | 51,98    |

## Finale

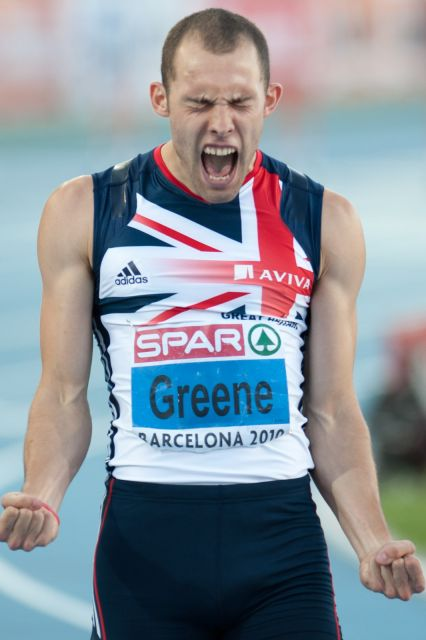
Europameister David Greene
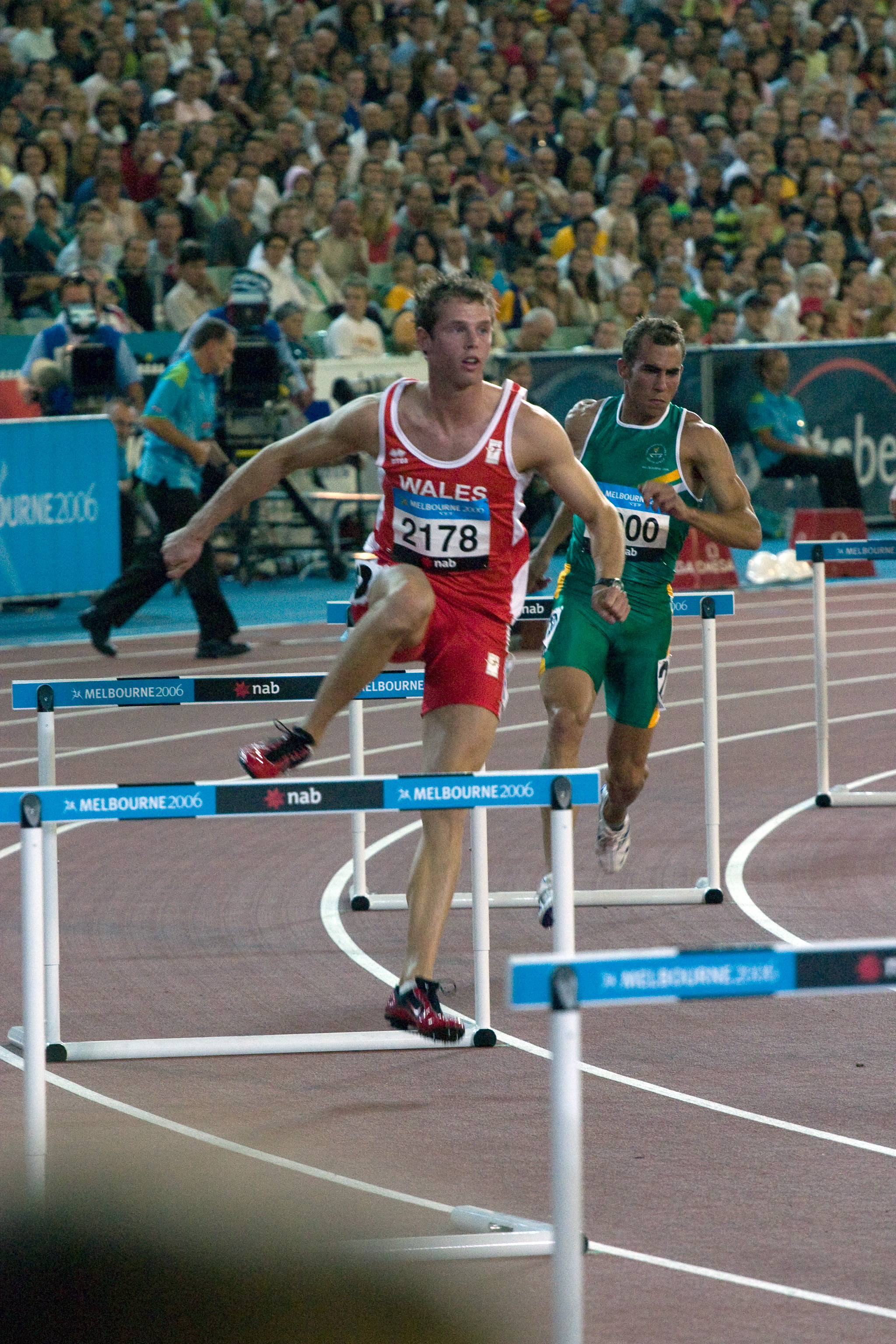
Rhys Williams, 2006 EM-Dritter, wurde diesmal Vizeeuropameister
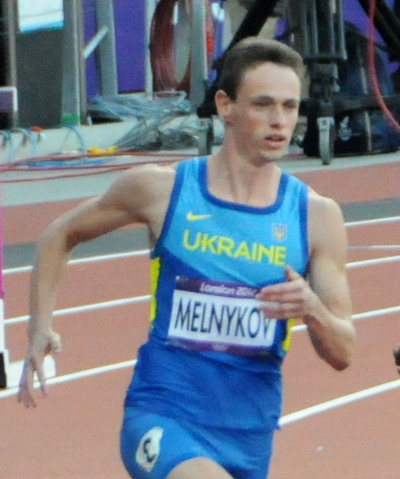
Bronzemedaillengewinner Stanislaw Melnykow

31. Juli 2010, 20:10 Uhr
| Platz | Name                 | Nation         | Zeit        |
| ----- | -------------------- | -------------- | ----------- |
| 1     | David Greene         | Großbritannien | 48,12 s     |
| 2     | Rhys Williams        | Großbritannien | 48,96 s     |
| 3     | Stanislaw Melnykow   | Ukraine        | 49,09 s     |
| 4     | Héni Kechi           | Frankreich     | 49,34 s     |
| 5     | Periklís Iakovákis   | Griechenland   | 49,38 s     |
| 6     | Josef Prorok         | Polen          | 49,68 s     |
| 7     | Alexander Derewjagin | Russland       | 49,70 s     |
| 8     | Fadil Bellaabouss    | Frankreich     | 1:00,94 min |

Der Brite David Greene gewann deutlich mit mehr als acht Zehntelsekunden Vorsprung auf seinen Landsmann Rhys Williams. Der Ukrainer Stanislaw Melnykow gewann die Bronzemedaille, Titelverteidiger Periklis Iakovakis aus Griechenland musste sich mit Platz fünf begnügen.

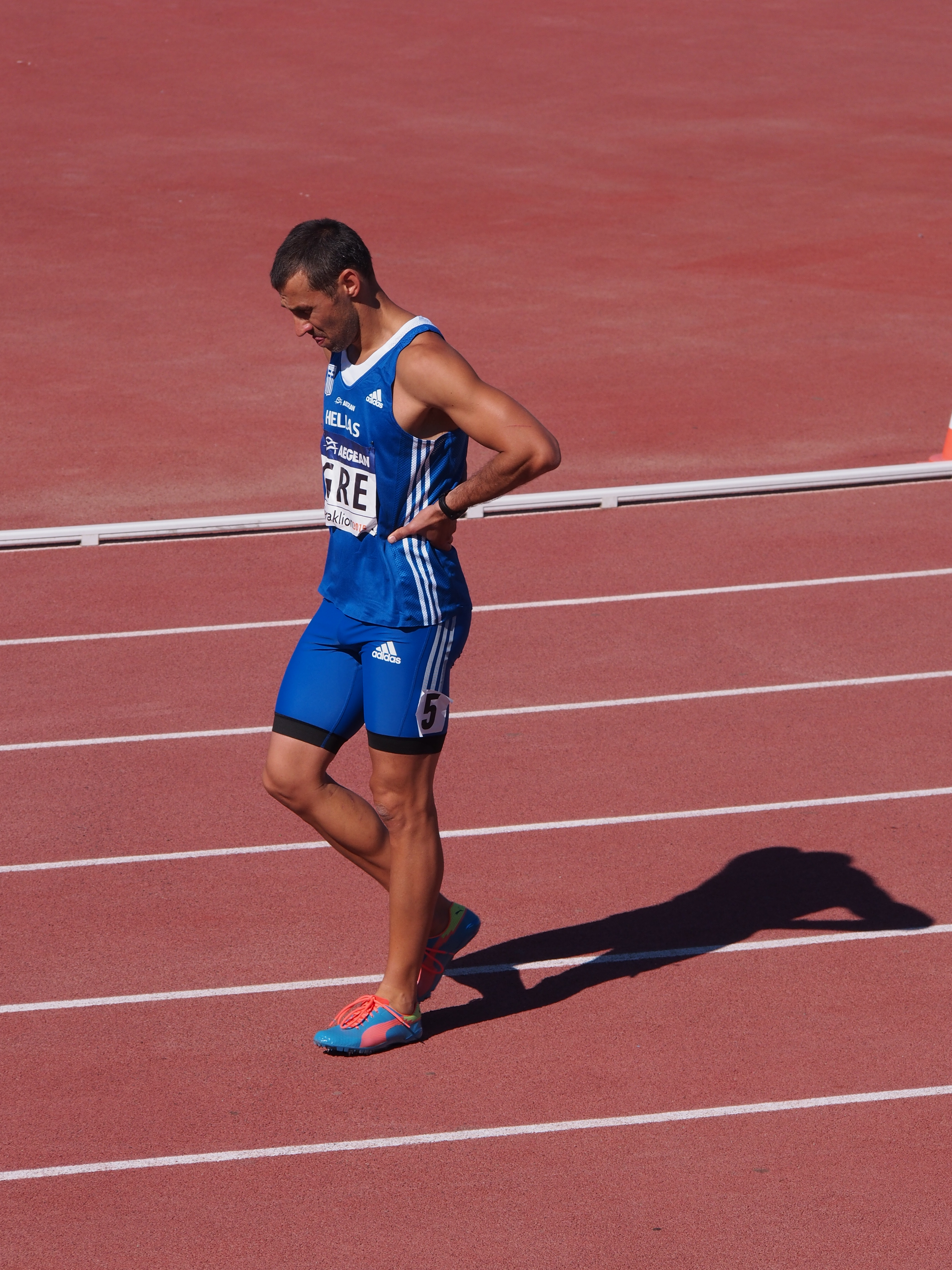
Titelverteidiger Periklís Iakovákis – diesmal auf Rang fünf
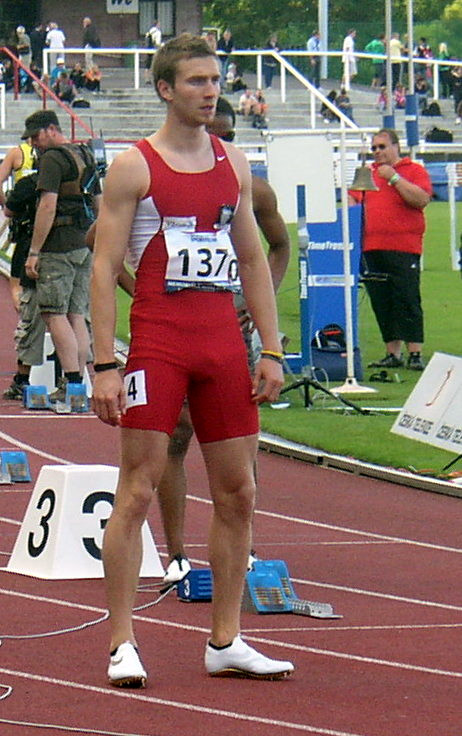
Josef Prorok erreichte den sechsten Platz
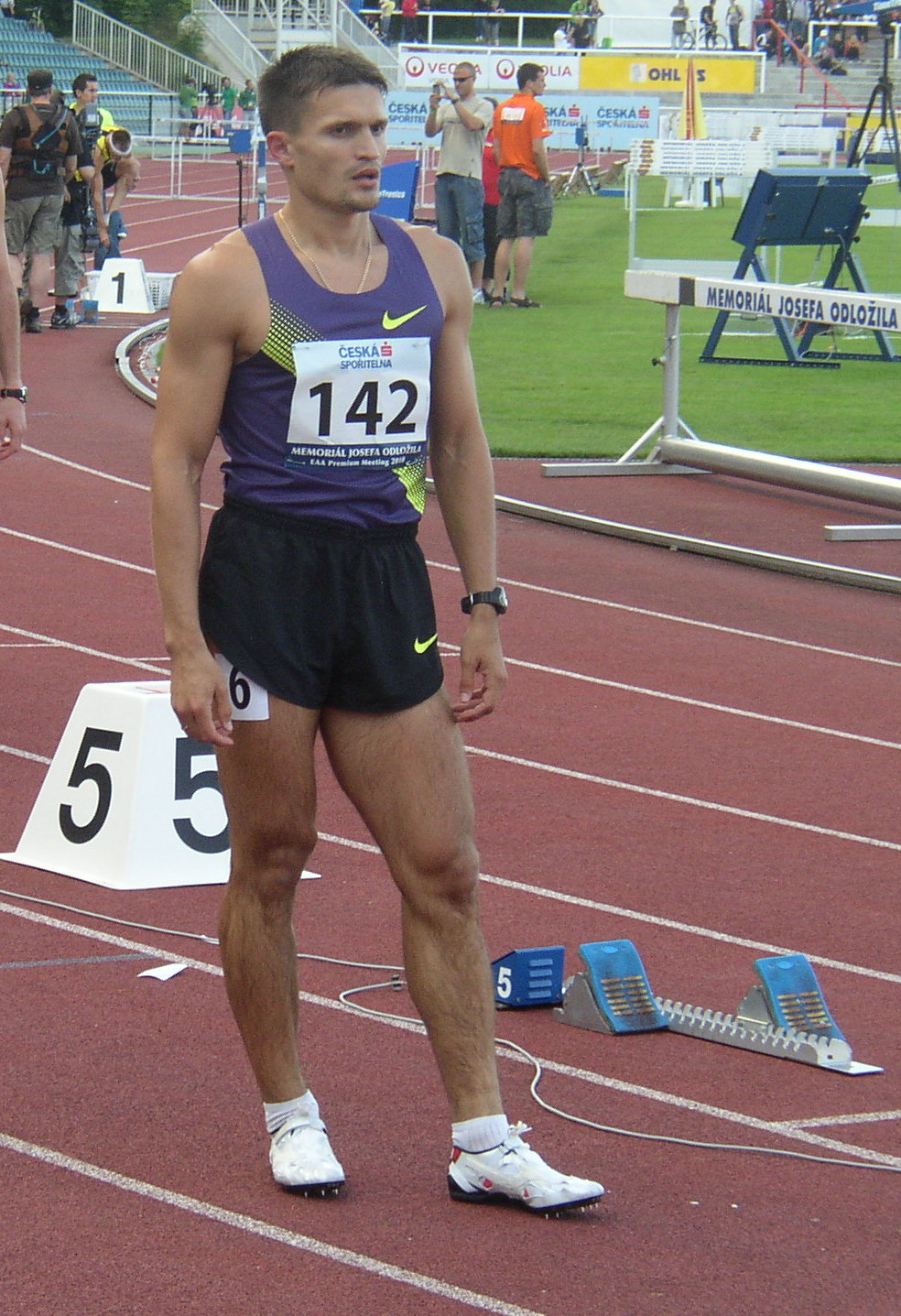
Alexander Derewjagin belegte Rang sieben
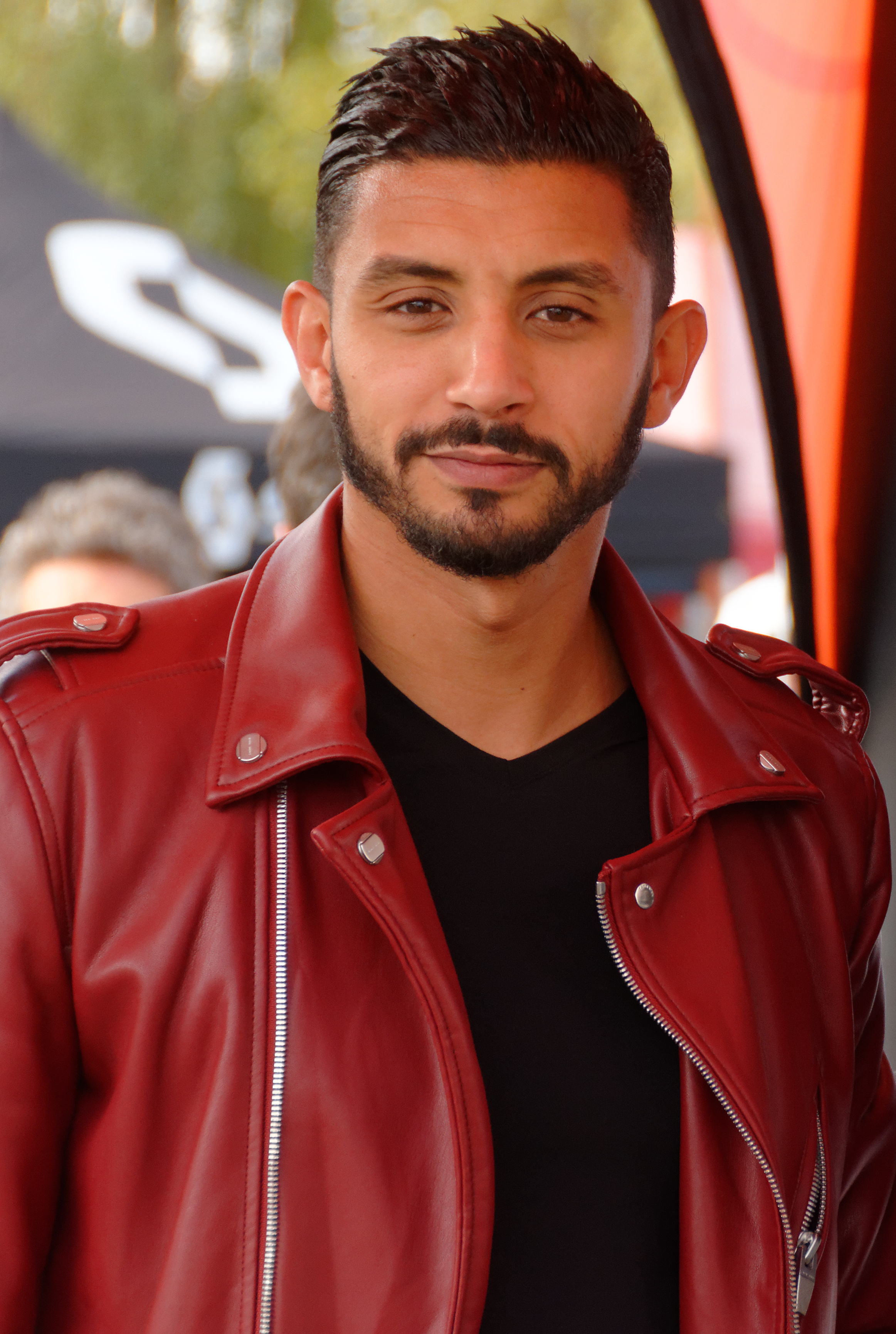
Der achtplatzierte Fadil Bellaabouss

## Videolink
- David Greene Wins Mens 400m Hurdles in European Athletics Championships 2010, youtube.com (englisch), abgerufen am 12. Februar 2023